# Awbārī
Awbārī (engelska: Ubari, arabiska: أوباري) är en distriktshuvudort i Libyen.   Den ligger i distriktet Wadi Al Hayaa, i den västra delen av landet, 700 km söder om huvudstaden Tripoli. Awbārī ligger 468 meter över havet och antalet invånare är 42 975.
Terrängen runt Awbārī är huvudsakligen platt, men söderut är den kuperad. Terrängen runt Awbārī sluttar norrut.  Trakten runt Awbārī är nära nog obefolkad, med mindre än två invånare per kvadratkilometer. Trakten runt Awbārī är ofruktbar med lite eller ingen växtlighet.